# پیشران‌های نوآوری

تغییرات بسیار سریع در نیازهای عمومی و لزوم تغییرات سریع در محصولات و فرایندها، شرایطی را به وجود آورده‌است که نوآوری به عنوان مهم‌ترین عامل رقابت‌پذیری سازمانی مطرح شده‌است. در فضای اقتصاد دانش بنیان، توانمندی‌های علمی و فناوری و توانایی تغییرات سریع در این توانمندیها از طریق نوآوری به عنوان موتور محرک رشد اقتصادی از اهمیت اساسی برخوردار است.
امروزه اهمیت ایده‌پردازی، ابتکار، اختراع و نوآوری و تأثیر آن در توسعه اقتصادی و فناوری بر هیچ‌کس پوشیده نیست. حل مشکلات مبتلا به بشر از ابتدای استقرار در روی کره زمین در گروه تولیدات فکری و به عبارت دیگر، کسب توانمندی‌های لازم برای یافتن راه حلهای نوآورانه بوده‌است.
پیشران‌ها و محرک‌های زیادی سبب اهمیت یافتن و توجه بیشتر به موضوع نوآوری در سازمانها گردیده‌است، که می‌توان آنها را به دو دسته پیشرانهای محیط داخلی و پیشرانهای محیط خارجی تقسیم نمود. تعدادی از این پیشرانها و محرک‌ها در زیر آمده‌است:

## پیشران‌های نوآوری (محیط داخلی)
پیشران‌های محیط داخلی را می‌توان به صورت زیر بیان کرد:
- بهبود فرآیندهای تولید و ارائه خدمات
- افزایش سهم بازار
- بهبود کیفیت
- افزایش سودآوری/ کاهش هزینه
- کاهش زمان تحویل محصول/خدمت
- دستیابی سریع تر به اهداف سازمانی

## پیشران‌های نوآوری (محیط خارجی)
پیشران‌های محیط خارجی را می‌توان به صورت زیر بیان کرد:
- مقررات زدایی
- توانمند شدن مشتریان و افزایش آگاهی آنان
- فناوری‌های نوظهور
- جهانی شدن اقتصاد
- عدم قطعیت‌های کلان اقتصادی
- کوتاه شدن چرخه عمر محصولات و خدمات

به عبارتی می‌توان بیان نمود، پیشران‌ها و محرک‌های داخلی و خارجی نوآوری سبب می‌شود که سازمان‌ها لزوم ایجاد تغییر را درک کرده و به سمت خلاقیت، ارائه ایده و نوآوری حرکت نمایند. در ادامه، نوآوری‌ها باعث ایجاد ارزش برای شرکت و در نهایت با استمرار آن، سبب مزیت رقابتی پایدار می‌گردند.